# Diòcesi de Segòvia
La diòcesi de Segòvia (llatí: Diœcesis Segobiensis) és una seu de l'Església catòlica situada a la ciutat castellà-lleonesa de Segòvia (Espanya), que és sufragània de l'arxidiòcesi de Valladolid. Va ser constituïda en el segle vi i en el 2004 explicava 146.200 batejats de 150.701 habitants censats al seu territori.

## Informació general
És de ritu llatí (o romà), pertany a la Província Eclesiàstica de Valladolid. És el seu patró Sant Fructe Ocellaire, la seva festa és el dia 25 d'octubre i la patrona és la Verge de la Fuencisla, celebrant-se la festa el dia 24 de setembre.
Dividida en 333 parròquies repartides en nou arxiprestats. El nombre de sacerdots és inferior a 150, dels quals 30 estan jubilats. El seu territori en l'actualitat coincideix amb el de la província, encara que en altres temps no va ser així.

## Història
En la diòcesi s'expliquen com a primers testimonis de la presència del cristianisme les antiquíssimes esglésies localitzades per la vall de l'Eresma: Santiago, San Blas, Santa Ana, San Marcos, San Gil, San Vicente o les ruïnes de Sant Medel.
La tradició apunta a Hieroteu de Segòvia com a primer bisbe, encara que aquesta és una llegenda sorgida a la fi del s. XVI: en aquestes dates el jesuïta Jerónimo Román de la Higuera va compondre els falsos cronicons atribuïts a Luci Flavi Dextre i a Liutprand de Cremona, en els quals narra el viatge a Espanya de Sant Pau i del seu deixeble Hieroteu, antic governador de la província tarragonina i bisbe d'Atenes, i del seu nomenament com a primer bisbe de la diòcesi. La impostura va ser rebatuda en 1666 per Gaspar Ibáñez de Segovia, però el capítol segovià, liderat pel bisbe Diego Escolano y Ledesma, va defensar l'existència real de Sant Hieroteu, oficialitzant el culte al sant.
Al marge de llegendes, consta que a principis del segle VI Segòvia pertanyia a l'arxidiòcesi de Toledo a la província Carthaginense, segons es desprèn d'una carta en la qual el bisbe metropolità Montà reclama la restitució a Toledo de la parròquia de Segòvia, que el seu antecessor Cels havia cedit al bisbe de Palència.
Se suposa que després d'aquest episodi Segòvia es va independitzar de Palència, perquè a les actes del III Concili de Toledo celebrat l'any 589 es va subscriure el bisbe Pere com a titular de la diòcesi segoviana.
Durant el Regne visigot les parròquies de San Juan de los Caballeros o San Pedro de los Picos professaven l'arianisme. I la Santísima Trinidad i San Antón l'ortodòxia cristiana.
Durant la invasió àrab no va haver-hi bisbes que se sàpiga, encara que en 940 s'esmenta a un bisbe, Ildered, que probablement residia en territori cristià. Després d'una fugaç reconquesta de la ciutat per Alfons VI de Castella (1071 - 1079), reneix la vida cristiana i la successió episcopal en 1110; en 1123 Calixte II confirma mitjançant butlla el restabliment de la diòcesi.
De Valatomet (port de Tablada a Guadarrama) a Mambella, de Montello a Vadum Soto, con Coca, Iscar, Collar, Portello, Pennafiel, Castrellum de Lacer, Covas, Sacramenia, Beneivere, Bernui, Maderol, Fraxinum, Alchite, Septempublica, Petraza.
En una altra butlla Portello i Pennafiel no hi figuren. Durant aquest segle xii es reconstrueixen moltes esglésies, incloent l'antiga catedral que va ser consagrada el 16 de juliol de 1228.
L'edat d'or de la diòcesi va ser el segle xv, quan es van fundar importants monestirs i Segòvia es va veure visitada per importants personatges com Sant Vicent Ferrer o un jove Tomás de Torquemada. En 1474 Isabel I de Castella va ser coronada a la ciutat.
A principis del segle xvi la catedral va sofrir danys per la guerra de les comunitats, per la qual cosa en 1525 es va emprendre la construcció d'una nova, que va ser consagrada en 1558, sense estar acabada.
El 4 de juliol de 1857 la diòcesi va entrar a formar part de la província eclesiàstica de l'Arxidiòcesi de Valladolid.
En 1953 els límits de la diòcesi es van ajustar als límits de la província administrativa: es van cedir 16 parròquies a l'arxidiòcesi de Valladolid, 4 a l'arxidiòcesi de Burgos i 3 a la diòcesi d'Àvila. A canvi es van agregar 11 parròquies que pertanyien a la diòcesi d'Àvila, 1 pertanyent a l'arxidiòcesi de Burgos i 15 a la diòcesi de Sigüenza.

### Arxiprestats
- Arxiprestat de Segòvia
- Arxiprestat de Cuéllar
- Arxiprestat d'Ayllón-Riaza
- Arxiprestat de La Granja-San Medel
- Arxiprestat de Cantalejo-Fuentidueña
- Arxiprestat de Fuentepelayo
- Arxiprestat de Sepúlveda-Pedraza
- Arxiprestat d'Abades-Villacastín
- Arxiprestat de Coca-Santa María la Real de Nieva

## Estadístiques
| any  | població | població | població | sacerdots | sacerdots       | sacerdots       | sacerdots              | diaques | religiosos | religiosos | parròquies |
| ---- | -------- | -------- | -------- | --------- | --------------- | --------------- | ---------------------- | ------- | ---------- | ---------- | ---------- |
| any  | batejats | total    | %        | total     | clergue secular | clergue regular | batejats por sacerdote | diaques | homes      | dones      |            |
| 1950 | 220.000  | 220.000  | 100,0    | 353       | 308             | 45              | 623                    |         | 128        | 220        | 290        |
| 1969 | 175.216  | 175.221  | 100,0    | 350       | 288             | 62              | 500                    |         | 438        | 563        | 298        |
| 1980 | 149.633  | 153.771  | 97,3     | 232       | 190             | 42              | 644                    |         | 83         | 543        | 297        |
| 1990 | 147.000  | 151.494  | 97,0     | 216       | 189             | 27              | 680                    |         | 57         | 464        | 299        |
| 1999 | 147.211  | 147.750  | 99,6     | 197       | 167             | 30              | 747                    |         | 58         | 394        | 301        |
| 2000 | 147.005  | 147.530  | 99,6     | 195       | 166             | 29              | 753                    |         | 62         | 433        | 301        |
| 2001 | 145.000  | 146.985  | 98,6     | 186       | 159             | 27              | 779                    |         | 35         | 410        | 301        |
| 2002 | 145.130  | 147.028  | 98,7     | 185       | 155             | 30              | 784                    |         | 59         | 421        | 301        |
| 2003 | 145.425  | 148.110  | 98,2     | 182       | 152             | 30              | 799                    |         | 60         | 427        | 301        |
| 2004 | 146.200  | 150.701  | 97,0     | 180       | 151             | 29              | 812                    |         | 56         | 397        | 301        |
| 2010 | 155.200  | 164.854  | 94,1     | 164       | 140             | 24              | 946                    |         | 49         | 356        | 301        |
| 2014 | 152.752  | 161.702  | 94,5     | 168       | 143             | 25              | 909                    |         | 46         | 316        | 339        |